# Ryd, Ale kommun
Ryd är en småort i Ale kommun, belägen i Starrkärrs socken omkring 1 mil öster om Nol.
Orten är en av flera som utsetts till utvecklingsområde i Ale kommuns översiktsplan ÖP07, i första hand genom förtätning av befintlig bebyggelse. I närheten av Ryd ligger Anfastebo naturreservat. 

## Ryd i media
Lanthandelscenerna i sista avsnittet av TV-deckaren Polisen och pyromanen, sänd första gången i SVT 1996, spelades in vid numera rivna lanthandeln i Ryd.